# Enea Poznań Open 2023 - Doppio
Hunter Reese e Szymon Walków erano i detentori del titolo. Reese ha deciso di non partecipare al torneo mentre Walków ha difeso il titolo in coppia con Łukasz Kubot ma sono stati eliminati al primo turno da Lorenzo Giustino e Sumit Nagal.
In finale Karol Drzewiecki e Petr Nouza hanno sconfitto Ariel Behar e Adam Pavlásek con il punteggio di 7–6(2), 7–6(2).

## Teste di serie
1. Ariel Behar /  Adam Pavlásek (finale)
2. Petros Tsitsipas /  Sem Verbeek (semifinale)

1. Ivan Liutarevich /  Vladyslav Manafov (semifinale)
2. Karol Drzewiecki /  Petr Nouza (campioni)

## Wildcard
1. Dali Blanch /  Ulises Blanch (primo turno)

1. Leo Borg /  Borys Zgoła (primo turno)

## Alternate
1. Mats Hermans /  Max Houkes (primo turno)

## Tabellone

### Legenda
| - Q = Qualificato - WC = Wild card - LL = Lucky loser | - ALT = Alternate - SE = Special Exempt - PR = Protected Ranking | - w/o = Walkover - r = Ritirato - d = Squalificato |

|  | Primo turno | Primo turno                | Primo turno                | Primo turno        | Primo turno |  |  | Quarti di finale | Quarti di finale         | Quarti di finale         | Quarti di finale        | Quarti di finale |   |     | Semifinali | Semifinali                | Semifinali                | Semifinali                  | Semifinali                  |   |   | Finale | Finale | Finale | Finale | Finale |  |
|  |             |                            |                            |                    |             |  |  |                  |                          |                          |                         |                  |   |     |            |                           |                           |                             |                             |   |   |        |        |        |        |        |  |
|  | 1           | A Behar A Pavlásek         | A Behar A Pavlásek         | 6                  | 6           |  |  |                  |                          |                          |                         |                  |   |     |            |                           |                           |                             |                             |   |   |        |        |        |        |        |  |
|  |             | R Gonzales I Zelenay       | R Gonzales I Zelenay       | 4                  | 0           |  |  | 1                | A Behar A Pavlásek       | A Behar A Pavlásek       | 6                       | 6                |   |     |            |                           |                           |                             |                             |   |   |        |        |        |        |        |  |
|  |             | Ł Kubot S Walków           | 63                         | 7                  | [6]         |  |  |                  | L Giustino S Nagal       | L Giustino S Nagal       | 3                       | 3                |   |     |            |                           |                           |                             |                             |   |   |        |        |        |        |        |  |
|  |             | L Giustino S Nagal         | 7                          | 62                 | [10]        |  |  |                  |                          |                          |                         |                  |   |     | 1          | A Behar A Pavlásek        | 3                         | 7                           | [11]                        |   |   |        |        |        |        |        |  |
|  | 3           | I Liutarevich V Manafov    | I Liutarevich V Manafov    | 6                  | 6           |  |  |                  |                          | 3                        | I Liutarevich V Manafov | 6                | 5 | [9] |            |                           |                           |                             |                             |   |   |        |        |        |        |        |  |
|  |             | N Oberleitner T Sandkaulen | N Oberleitner T Sandkaulen | 3                  | 4           |  |  | 3                | I Liutarevich V Manafov  | I Liutarevich V Manafov  | 7                       | 6                |   |     |            |                           |                           |                             |                             |   |   |        |        |        |        |        |  |
|  |             | M Navone C Sánchez Jover   | 0                          | 6                  | [14]        |  |  |                  | M Navone C Sánchez Jover | M Navone C Sánchez Jover | 63                      | 4                |   |     |            |                           |                           |                             |                             |   |   |        |        |        |        |        |  |
|  | Alt         | M Hermans M Houkes         | 6                          | 4                  | [12]        |  |  |                  |                          |                          |                         |                  |   |     | 1          | Ariel Behar Adam Pavlásek | Ariel Behar Adam Pavlásek | 62                          | 62                          |   |   |        |        |        |        |        |  |
|  |             | D Michalski K Żuk          | D Michalski K Żuk          | D Michalski K Żuk  | w/o         |  |  |                  |                          |                          |                         |                  |   |     |            |                           | 4                         | Karol Drzewiecki Petr Nouza | Karol Drzewiecki Petr Nouza | 7 | 7 |        |        |        |        |        |  |
|  |             | D Pichler V Sachko         | D Pichler V Sachko         | D Pichler V Sachko |             |  |  |                  | D Michalski K Żuk        | D Michalski K Żuk        | 3                       | 4                |   |     |            |                           |                           |                             |                             |   |   |        |        |        |        |        |  |
|  | WC          | D Blanch U Blanch          | 4                          | 7                  | [8]         |  |  | 4                | K Drzewiecki P Nouza     | K Drzewiecki P Nouza     | 6                       | 6                |   |     |            |                           |                           |                             |                             |   |   |        |        |        |        |        |  |
|  | 4           | K Drzewiecki P Nouza       | 6                          | 5                  | [10]        |  |  |                  |                          |                          |                         |                  |   |     | 4          | K Drzewiecki P Nouza      | 61                        | 6                           | [10]                        |   |   |        |        |        |        |        |  |
|  |             | P Matuszewski K Wehnelt    | P Matuszewski K Wehnelt    | 6                  | 6           |  |  |                  |                          | 2                        | P Tsitsipas S Verbeek   | 7                | 2 | [5] |            |                           |                           |                             |                             |   |   |        |        |        |        |        |  |
|  | WC          | L Borg B Zgoła             | L Borg B Zgoła             | 2                  | 2           |  |  |                  | P Matuszewski K Wehnelt  | 6                        | 3                       | [7]              |   |     |            |                           |                           |                             |                             |   |   |        |        |        |        |        |  |
|  |             | A Merino C Negritu         | 78                         | 3                  | [8]         |  |  | 2                | P Tsitsipas S Verbeek    | 4                        | 6                       | [10]             |   |     |            |                           |                           |                             |                             |   |   |        |        |        |        |        |  |
|  | 2           | P Tsitsipas S Verbeek      | 6                          | 6                  | [10]        |  |  |                  |                          |                          |                         |                  |   |     |            |                           |                           |                             |                             |   |   |        |        |        |        |        |  |